# Doppeldribbling
Das Doppeldribbling (auch: Doppeldribbel, von engl. double dribble) ist eine Regelverletzung im Basketball.
Ein Spieler, der den Ball dribbelt, darf diesen nach Beendung des Dribbelns kein zweites Mal dribbeln.
Dies liegt immer dann vor, wenn der Spieler den Ball nach dem Dribbeln mit beiden Händen gleichzeitig berührt, den Ball in einer Hand oder in beiden Händen zur Ruhe kommen lässt, und danach erneut ein Dribbling ansetzt.
Der Regelverstoß wird mit Einwurf an der Seitenlinie für die andere Mannschaft bestraft.
Seit 2020 fällt auch das Schaufeln unter Doppeldribbling.